# Ardmore, Alabama
Ardmore là một thị trấn thuộc quận Limestone, tiểu bang Alabama, Hoa Kỳ. Dân số năm 2009 là 1288 người, mật độ đạt 243 người/km².